# The Snake Pit
The Snake Pit (bra: A Cova da Serpente; prt: O Fosso das Víboras) é um filme estadunidense de 1948, do gênero drama psicológico, dirigido por Anatole Litvak, e estrelado por Olivia de Havilland. O roteiro de Frank Partos, Millen Brand e Arthur Laurents foi baseado no livro autobiográfico homônimo de 1946, de Mary Jane Ward.
A trama retrata a história de uma mulher que se encontra em um hospital psiquiátrico e não consegue se lembrar como chegou lá.
O filme foi um dos primeiros a retratar doenças mentais, abordando o tema a partir da ótica do paciente. A produção ganhou o prêmio de melhor filme internacional no Festival de Cinema de Veneza em 1949, onde foi citado como "uma investigação ousada em um caso clínico dramaticamente realizado".

## Sinopse
Virginia Stuart Cunningham (Olivia de Havilland) é uma paciente aparentemente esquizofrênica em um hospital psiquiátrico chamado Juniper Hill State Hospital. Ela ouve vozes e parece tão fora de contato com a realidade que não reconhece seu próprio marido, Robert (Mark Stevens).
O hospital psiquiátrico é organizado em um sistema de enfermarias, com os pacientes com melhor funcionamento designados para as enfermarias com os números mais baixos, que possuem melhor qualidade para se viver. Virginia é colocada na enfermaria de nível mais baixo (Um), onde é bem tratada por uma jovem enfermeira, mas começa a ser perseguida pela enfermeira Davis (Helen Craig), a única verdadeiramente abusiva do hospital. 
Ao lidar com o medo e a ignorância, Virginia passa por circunstâncias que a fazem ser expulsa da enfermaria que estava e mandada diretamente para a "cova da serpente", onde os pacientes considerados sem cura são simplesmente colocados juntos em uma grande cela acolchoada e, então, abandonados – o que piora ainda mais sua situação.

## Elenco
- Olivia de Havilland como Virginia Stuart Cunningham
  - Lora Lee Michel como Virginia (criança)
- Mark Stevens como Robert Cunningham
- Leo Genn como Dr. Mark H. Van Kensdelaerik / "Dr. Kik"[a]
- Celeste Holm como Grace
- Glenn Langan como Dr. Terry
- Helen Craig como Enfermeira Davis
- Leif Erickson como Gordon
- Beulah Bondi como Sra. Greer
- Howard Freeman como Dr. Curtis
- Natalie Schafer como Sra. Stuart
- Ruth Donnelly como Ruth
- Katherine Locke como Margaret
- Celia Lovsky como Gertrude
- Frank Conroy como Dr. Jonathan Gifford
- Minna Gombell como Srta. Hart
- Betsy Blair como Hester

## Produção
Gene Tierney foi a primeira escolha para desempenhar o papel de Virginia, mas foi substituída por de Havilland após engravidar. Joan Fontaine, irmã de Olivia, e Ingrid Bergman também foram cogitadas. Richard Conte e Joseph Cotten foram as primeiras opções para interpretar Dr. Kik, mas Leo Genn acabou conseguindo o papel.
Quando o livro "The Snake Pit" ainda estava nas bancas, o presidente da Random House, Bennett Cerf, mostrou-o ao amigo Anatole Litvak, que comprou os direitos de exibição. Litvak nasceu em Kiev de pais judeus lituanos, e aprendeu sobre a arte do cinema em Leningrado. Ele começou sua carreira como diretor em Berlim, Paris e Londres. Mudando-se para os Estados Unidos, Litvak ficou conhecido como o mais proeminente diretor de filmes com sentimento antifascista. Mais notavelmente, ele dirigiu "Confessions of a Nazi Spy" em 1939, alertando o público estadunidense sobre a ascensão de Hitler. Quando os Estados Unidos entraram na guerra, Litvak se alistou no Exército, e co-dirigiu com Frank Capra as produções cinematográficas da série "Why We Fight", composto por sete filmes de propaganda. Em seu contato com homens que sobreviveram ao combate, Litvak se interessou pelo tratamento psiquiátrico dos veteranos e pela situação dos doentes mentais. Depois de comprar os direitos do livro, Litvak os vendeu para Darryl F. Zanuck, da 20th Century-Fox. Zanuck era conhecido por produzir filmes repletos de consciência social, principalmente "As Vinhas da Ira" (1940) e "A Luz É para Todos" (1947). Com "The Snake Pit", Zanuck adicionou os pacientes mentais aos judeus e aos pobres como um dos grupos deixados de fora da visão estadunidense.
O diretor Litvak insistiu em três meses de pesquisa extenuante. Ele exigiu que todo o elenco e equipe o acompanhassem a várias instituições mentais e a palestras de importantes psiquiatras. Litvak não precisou convencer de Havilland a isso, que se jogou em pesquisas sobre o tema com uma intensidade que surpreendeu até quem a conhecia bem. Ela observou atentamente cada um dos procedimentos da época, incluindo hidroterapia e eletroconvulsoterapia. Quando permitido, ela participou de longas sessões individuais de terapia. Ela compareceu a eventos sociais, incluindo jantares e bailes com os pacientes. De fato, após o lançamento do filme, quando a colunista Florabel Muir questionou na imprensa se alguma instituição mental realmente "permitia bailes com contato entre pacientes violentos", Muir foi surpreendida por um telefonema de de Havilland, que garantiu que ela mesma havia comparecido a vários desses bailes. Grande parte do filme foi filmado no Camarillo State Mental Hospital, na Califórnia.
Litvak foi um dos primeiros a adotar e dominar o implemento de transição panorâmica de cenas, e o usou nada menos que oito vezes neste filme.

## Recepção
As críticas foram geralmente positivas, com Louella Parsons declarando: "É o assunto mais corajoso já tentado na tela". Walter Winchell escreveu: "A qualidade fervilhante [do filme] entra em você". No Rotten Tomatoes, site agregador de críticas, 100% das 10 críticas do filme são positivas, com uma classificação média de 8,4/10.
O autor e crítico de cinema Leonard Maltin deu ao filme 3,5/4 estrelas, chamando-o de "emocionante" e "um dos primeiros filmes a lidar de forma inteligente com o colapso mental e seu processo de recuperação meticulosamente lento".
Entre liberais e esquerdistas, o filme foi recebido como politicamente progressista. Assim, o jornal People's Daily World, do Partido Comunista dos Estados Unidos, saudou-o como "Uma Conquista de Filme", e explicou que "não alimenta o argumento de que a solução para nossos problemas está em novos regimentos de psicanalistas".
Um relato contemporâneo de Millen Brand, que também escreveu o roteiro, afirma que os principais psiquiatras da época acharam o filme "sensacional". Escrevendo sobre uma exibição especial organizada para sessenta psiquiatras na cidade de Nova Iorque, Brand disse a um colega roteirista que "os psiquiatras não apenas estavam completamente entusiasmados, mas também estavam sem ar com o quanto havíamos feito para mostrar a real complexidade e alcance do tratamento analítico". Mary Jane Ward, autora do livro, também expressou apoio ao roteiro e ao filme, assim como o jornalista Albert Deutsch.
O filme foi criticado por algumas autoras feministas por uma aparente representação errônea das dificuldades de Virginia e a implicação de que aceitar um papel subserviente como esposa e mãe faz parte para que ela possa se "curar". Outros analistas de cinema o consideram bem-sucedido em transmitir a visão de Ward sobre as incertezas da vida pós-Segunda Guerra Mundial e os papéis das mulheres.

### Censura
Devido a preocupações do público de que os figurantes do filme eram de fato pacientes mentais reais sendo explorados, o censor britânico acrescentou um prefácio explicando que todos que apareciam na tela eram atores pagos e que as condições nos hospitais psiquiátricos britânicos eram diferentes dos retratados no filme. O censor também partes da produção, deletando todas as sequências envolvendo pacientes em camisas de força e cenas mais leves que podiam levar o telespectador ao riso. Um grupo de enfermeiras psiquiátricas na Grã-Bretanha tentou proibir o filme, mas falhou. Para neutralizar a ideia de que os hospitais do Reino Unido eram tão sombrios quanto os dos Estados Unidos, a Crown Film Unit produziu "Out of True", um filme que mostra a atmosfera e os métodos positivos dos hospitais psiquiátricos no Reino Unido.

## Impacto
O filme levou a mudanças nas condições das instituições mentais nos Estados Unidos. Em 1949, Herb Stein, para a revista Daily Variety, escreveu: "Wisconsin é o sétimo estado a instituir reformas em seus hospitais psiquiátricos como um resultado de The Snake Pit".
Os lançamentos de publicidade da 20th Century-Fox afirmavam que vinte e seis dos então quarenta e oito estados haviam promulgado leis de reforma por causa do filme. Embora possa ser imprudente alegar que um filme foi capaz de alterar aspectos da política social, estudos recentes sugerem que tal afirmação pode ser válida. Um reformador ligado a "The Snake Pit" – mas que não aparece em histórias da psiquiatria – foi Charles Schlaifler, uma figura-chave na obtenção do apoio federal para a saúde mental após a Segunda Guerra Mundial. Em 1942, Schlaifler tornou-se vice-presidente de publicidade nos estúdios Fox, e foi encarregado das relações públicas do filme. Nesse cargo, seus pensamentos sobre os doentes mentais veio à tona, e logo Schlaifler começou a testemunhar perante o Congresso sobre a necessidade de mais fundos para o Instituto Nacional de Saúde Mental.
Em 1951, Schlaifler tornou-se porta-voz do Comitê Nacional de Saúde Mental, fundado por Mary Lasker. Nas transcrições das audiências do Congresso na década de 1950, pode-se ver como ele foi eficaz com os congressistas e os executivos que trouxe para testemunhar que a pesquisa sobre problemas de saúde mental seria boa para os negócios. Embora Schlaifler não tivesse interesse em criar um movimento social, ele desempenhou um papel fundamental em tornar a doença mental uma preocupação nacional, não apenas assunto de estados individuais. Mais concretamente, ele ajudou a convencer os membros do Congresso a aumentar drasticamente os fundos para combater doenças mentais e foi tratado como uma autoridade por causa de seu trabalho em "The Snake Pit". Dessa forma, o filme influenciou diretamente as atitudes do público, e teve efeito sobre as elites que controlavam os orçamentos relacionados aos transtornos mentais.

## Adaptação para a rádio
Em 10 de abril de 1950, o filme foi apresentado em uma adaptação de uma hora no Lux Radio Theatre, com Olivia de Havilland reprisando seu papel.

## Prêmios e indicações
| Ano  | Cerimônia                    | Categoria                                     | Indicado                                      | Resultado | Ref.          |
| ---- | ---------------------------- | --------------------------------------------- | --------------------------------------------- | --------- | ------------- |
| 1948 | National Board of Review     | Melhor atriz                                  | Olivia de Havilland                           | Venceu    | [ 26 ]        |
| 1948 | National Board of Review     | Top Ten Films (Os Dez Melhores Filmes do Ano) | Top Ten Films (Os Dez Melhores Filmes do Ano) | 7.º Lugar |               |
| 1949 | Oscar                        | Melhor filme                                  | Darryl F. Zanuck (para a 20th Century-Fox)    | Indicado  | [ 27 ] [ 28 ] |
| 1949 | Oscar                        | Melhor diretor                                | Anatole Litvak                                | Indicado  | [ 27 ] [ 28 ] |
| 1949 | Oscar                        | Melhor atriz                                  | Olivia de Havilland                           | Indicada  | [ 27 ] [ 28 ] |
| 1949 | Oscar                        | Melhor roteiro adaptado                       | Frank Partos & Millen Brand                   | Indicado  | [ 27 ] [ 28 ] |
| 1949 | Oscar                        | Melhor trilha sonora                          | Alfred Newman                                 | Indicado  | [ 27 ] [ 28 ] |
| 1949 | Oscar                        | Melhor mixagem de som                         | Thomas T. Moulton                             | Venceu    | [ 27 ] [ 28 ] |
| 1949 | Festival de Cinema de Veneza | Coppa Volpi                                   | Olivia de Havilland                           | Venceu    | [ 29 ]        |
| 1949 | Festival de Cinema de Veneza | Melhor filme internacional                    | Darryl F. Zanuck (para a 20th Century-Fox)    | Venceu    | [ 29 ]        |
| 1949 | Festival de Cinema de Veneza | Leão de Prata                                 | Anatole Litvak                                | Indicado  | [ 29 ]        |
| 1949 | Nastro d'Argento             | Melhor atriz                                  | Olivia de Havilland                           | Indicada  |               |